# Verein für Leibesübungen von 1899 1975-1976
Questa voce raccoglie le informazioni riguardanti il Verein für Leibesübungen von 1899 nelle competizioni ufficiali della stagione 1975-1976.

## Stagione
Nella stagione 1975-1976 l'Osnabrück, allenato da Reinhold Ertel, concluse il campionato di 2. Bundesliga al 6º posto. In Coppa di Germania l'Osnabrück fu eliminato al terzo turno dall'Eintracht Francoforte.

## Rosa
| N. |                     | Ruolo | Calciatore          |
| -- | ------------------- | ----- | ------------------- |
|    | Germania (bandiera) | P     | Werner Kamper       |
|    | Germania (bandiera) | P     | Uwe Seiler          |
|    | Germania (bandiera) | D     | Klaus Baumanns      |
|    | Germania (bandiera) | D     | Lothar Gans         |
|    | Germania (bandiera) | D     | Heinz Koch          |
|    | Germania (bandiera) | D     | Lothar Lazar        |
|    | Germania (bandiera) | D     | Jürgen Wohlgemuth   |
|    | Germania (bandiera) | C     | Hans-Jürgen Andexer |
|    | Germania (bandiera) | C     | Franz Genschick     |

| N. |                     | Ruolo | Calciatore           |
| -- | ------------------- | ----- | -------------------- |
|    | Germania (bandiera) | C     | Detlev Hegekötter    |
|    | Germania (bandiera) | C     | Hannes Kaumkötter    |
|    | Germania (bandiera) | C     | Peter Lünsdorf       |
|    | Germania (bandiera) | C     | Reinhold Nordmann    |
|    | Germania (bandiera) | C     | Hans-Jürgen Wittfoht |
|    | Germania (bandiera) | A     | Heinz-Dieter Greif   |
|    | Germania (bandiera) | A     | Herbert Mühlenberg   |
|    | Germania (bandiera) | A     | Gerd-Volker Schock   |

## Organigramma societario
Area tecnica
- Allenatore: Reinhold Ertel
- Allenatore in seconda:
- Preparatore dei portieri:
- Preparatori atletici:

## Calciomercato

### Sessione estiva
| Acquisti | Acquisti           | Acquisti          | Acquisti |
| R.       | Nome               | da                | Modalità |
| -------- | ------------------ | ----------------- | -------- |
| D        | Lothar Gans        | Meppen            |          |
| A        | Heinz-Dieter Greif | Borussia Dortmund |          |

| Cessioni | Cessioni       | Cessioni          | Cessioni |
| R.       | Nome           | a                 | Modalità |
| -------- | -------------- | ----------------- | -------- |
| C        | Michael Hansen | Atlas Delmenhorst |          |
| A        | Günter Selke   | Atlas Delmenhorst |          |

### Sessione invernale
| Acquisti | Acquisti | Acquisti | Acquisti |
| R.       | Nome     | da       | Modalità |
| -------- | -------- | -------- | -------- |

| Cessioni | Cessioni | Cessioni | Cessioni |
| R.       | Nome     | a        | Modalità |
| -------- | -------- | -------- | -------- |

## Risultati

### 2. Bundesliga

#### Girone di andata
| Arbitro: | Milkert |

|                  |           |                                         |
| Greiffendorf 25’ | Marcatori | 5’, 80’ Mühlenberg 33’ (rig.) Genschick |

| Arbitro: | Zuchantke |

|               |           |  |
| Genschick 52’ | Marcatori |  |

| Arbitro: | Rögner |

|                            |           |                          |
| Nerlinger 9’ Kasperski 38’ | Marcatori | 37’ Mühlenberg 62’ Greif |

| Arbitro: | Barnick |

|                      |           |  |
| Genschick 48’ (rig.) | Marcatori |  |

| Arbitro: | Gabor |

|                                                         |           |                             |
| Füllbier 15’, 86’ Roggensack 34’ Nonnenbruch 89’ (rig.) | Marcatori | 37’ Baumanns 64’ Mühlenberg |

| Arbitro: | Picker |

|                |           |  |
| Mühlenberg 71’ | Marcatori |  |

| Arbitro: | Richter |

|              |           |              |
| Tenbrink 63’ | Marcatori | 4’ Genschick |

| Arbitro: | Hilker |

|                                        |           |         |
| Koch 3’ (rig.) Wittfoht 63’ Schock 81’ | Marcatori | 58’ Goy |

| Arbitro: | Meijerink |

|         |           |                |
| Lenz 7’ | Marcatori | 30’ Mühlenberg |

| Arbitro: | Basedow |

|                                       |           |                        |
| Nordmann 20’ Greif 51’ Mühlenberg 61’ | Marcatori | 44’ Moors 75’ Möhlmann |

| Arbitro: | Kaiser |

|                              |           |                                   |
| Kampf 65’ Neumann 81’ (rig.) | Marcatori | 11’ Greif 16’ Mühlenberg 83’ Koch |

| Arbitro: | Leyding |

|              |           |  |
| Wittfoht 52’ | Marcatori |  |

| Arbitro: | Wahmann |

|                        |           |  |
| Hörster 81’ Zimmer 89’ | Marcatori |  |

| Arbitro: | Oltmann |

|                       |           |  |
| Kerkemeier 66’ (aut.) | Marcatori |  |

| Arbitro: | Halfter |

|              |           |  |
| Gelsdorf 21’ | Marcatori |  |

| Arbitro: | Niemann |

|                                  |           |                     |
| Lünsdorf 47’ Wittfoht 68’ (rig.) | Marcatori | 17’ Wolf 67’ Gruler |

| Arbitro: | Hövel |

|                                             |           |                        |
| Genschick 37’ Greif 52’, 88’ Mühlenberg 89’ | Marcatori | 15’ Krüger 40’ Hemfler |

| Berlino 20 dicembre 1975, ore 15:00 CET 18ª giornata | TeBe Berlino | 0 – 0 referto | Osnabrück | Mommsenstadion (4 900 spett.)\| Arbitro: \| Fork \| |
| Arbitro:                                             | Fork         |               |           |                                                     |

| Arbitro: | Jensen |

|                                             |           |  |
| Mühlenberg 19’, 66’ Schock 26’ Nordmann 49’ | Marcatori |  |

#### Girone di ritorno
| Arbitro: | Eggers |

|                                       |           |  |
| Mühlenberg 52’ Genschick 58’ Koch 83’ | Marcatori |  |

| Arbitro: | Teichert |

|                        |           |              |
| Reuter 4’ Baumanns 65’ | Marcatori | 45’ Lünsdorf |

| Arbitro: | Ohmsen |

|                                       |           |                     |
| Wittfoht 74’ (rig.) Nordmann 84’, 87’ | Marcatori | 16’ Geyer 73’ Hartl |

| Arbitro: | Ahlenfelder |

|                                     |           |               |
| Kobluhn 17’ Eickhoff 36’ Krause 59’ | Marcatori | 5’ Hegekötter |

| Arbitro: | Kopka |

|                                      |           |             |
| Koch 7’ Mühlenberg 46’ Genschick 49’ | Marcatori | 65’ Rudloff |

| Arbitro: | Zuchantke |

|                                 |           |  |
| Ludwig 6’ Glock 19’ Mödrath 89’ | Marcatori |  |

| Arbitro: | Zuchantke |

|                                          |           |  |
| Nordmann 13’ Mühlenberg 89’ Wittfoht 90’ | Marcatori |  |

| Arbitro: | Richter |

|              |           |  |
| Heinrich 28’ | Marcatori |  |

| Arbitro: | Kaiser |

|              |           |          |
| Baumanns 23’ | Marcatori | 52’ Lehr |

| Arbitro: | Kindervater |

|                            |           |  |
| Grünther 13’ Karbowiak 15’ | Marcatori |  |

| Arbitro: | Barnick |

|                                         |           |  |
| Wohlgemuth 8’ Schock 42’ Mühlenberg 90’ | Marcatori |  |

| Arbitro: | Waltert |

|              |           |                |
| Schonert 25’ | Marcatori | 14’ Mühlenberg |

| Arbitro: | Niemann |

|                           |           |  |
| Mühlenberg 27’ Schock 31’ | Marcatori |  |

| Arbitro: | Gremmler |

|                       |           |  |
| Abel 32’ Etterich 84’ | Marcatori |  |

| Arbitro: | Picker |

|                           |           |  |
| Mühlenberg 62’ Schock 63’ | Marcatori |  |

| Arbitro: | Gabriel |

|                 |           |                      |
| Plaggemeyer 89’ | Marcatori | 48’ Schock 64’ Greif |

| Arbitro: | Lüling |

|             |           |  |
| Fischer 82’ | Marcatori |  |

| Arbitro: | Hennig |

|           |           |                      |
| Greif 79’ | Marcatori | 67’, 76’ Stolzenburg |

| Arbitro: | Fork |

|                                     |           |                          |
| Pröpper 16’ Budde 50’, 53’ Götz 84’ | Marcatori | 32’ Wohlgemuth 86’ Greif |

### Coppa di Germania
| Arbitro: | Leyding |

|                            |           |                     |
| Nordmann 34’, 80’ Koch 84’ | Marcatori | 50’ Kemmer 62’ Otte |

| Arbitro: | Wichmann |

|                                |           |                           |
| Schock 60’, 63’ Wohlgemuth 90’ | Marcatori | 7’ Schindler 83’ Eichhorn |

| Arbitro: | Schumann |

|                                    |           |  |
| Beverungen 8’ Wenzel 55’ Kraus 83’ | Marcatori |  |

## Statistiche

### Statistiche di squadra
| Competizione      | Punti | In casa | In casa | In casa | In casa | In casa | In casa | In trasferta | In trasferta | In trasferta | In trasferta | In trasferta | In trasferta | Totale | Totale | Totale | Totale | Totale | Totale | DR  |
| Competizione      | Punti | G       | V       | N       | P       | Gf      | Gs      | G            | V            | N            | P            | Gf           | Gs           | G      | V      | N      | P      | Gf     | Gs     | DR  |
| ----------------- | ----- | ------- | ------- | ------- | ------- | ------- | ------- | ------------ | ------------ | ------------ | ------------ | ------------ | ------------ | ------ | ------ | ------ | ------ | ------ | ------ | --- |
| 2. Bundesliga     | 45    | 19      | 16      | 2       | 1       | 42      | 13      | 19           | 3            | 5            | 11           | 19           | 34           | 38     | 19     | 7      | 12     | 61     | 47     | +14 |
| Coppa di Germania | -     | 2       | 2       | 0       | 0       | 6       | 4       | 1            | 0            | 0            | 1            | 0            | 3            | 3      | 2      | 0      | 1      | 6      | 7      | -1  |
| Totale            | 45    | 21      | 18      | 2       | 1       | 48      | 17      | 20           | 3            | 5            | 12           | 19           | 37           | 41     | 21     | 7      | 13     | 67     | 54     | +13 |

### Andamento in campionato
| Giornata  | 1 | 2 | 3 | 4 | 5 | 6 | 7 | 8 | 9 | 10 | 11 | 12 | 13 | 14 | 15 | 16 | 17 | 18 | 19 | 20 | 21 | 22 | 23 | 24 | 25 | 26 | 27 | 28 | 29 | 30 | 31 | 32 | 33 | 34 | 35 | 36 | 37 | 38 |
| --------- | - | - | - | - | - | - | - | - | - | -- | -- | -- | -- | -- | -- | -- | -- | -- | -- | -- | -- | -- | -- | -- | -- | -- | -- | -- | -- | -- | -- | -- | -- | -- | -- | -- | -- | -- |
| Luogo     | T | C | T | C | T | C | T | C | T | C  | T  | C  | T  | C  | T  | C  | C  | T  | C  | C  | T  | C  | T  | C  | T  | C  | T  | C  | T  | C  | T  | C  | T  | C  | T  | T  | C  | T  |
| Risultato | V | V | N | V | P | V | N | V | N | V  | V  | V  | P  | V  | P  | N  | V  | N  | V  | V  | P  | V  | P  | V  | P  | V  | P  | N  | P  | V  | N  | V  | P  | V  | V  | P  | P  | P  |
| Posizione | 5 | 2 | 3 | 2 | 4 | 2 | 4 | 4 | 3 | 3  | 1  | 1  | 4  | 3  | 5  | 4  | 3  | 3  | 3  | 2  | 3  | 2  | 3  | 3  | 5  | 3  | 3  | 4  | 6  | 4  | 5  | 3  | 6  | 4  | 4  | 4  | 4  | 6  |

Legenda:

Luogo: C = Casa; T = Trasferta. Risultato: V = Vittoria; N = Pareggio; P = Sconfitta.

### Statistiche dei giocatori
| Giocatore     | 2. Bundesliga | 2. Bundesliga | 2. Bundesliga | 2. Bundesliga | Coppa di Germania | Coppa di Germania | Coppa di Germania | Coppa di Germania | Totale   | Totale | Totale      | Totale     |
| Giocatore     | Presenze      | Reti          | Ammonizioni   | Espulsioni    | Presenze          | Reti              | Ammonizioni       | Espulsioni        | Presenze | Reti   | Ammonizioni | Espulsioni |
| ------------- | ------------- | ------------- | ------------- | ------------- | ----------------- | ----------------- | ----------------- | ----------------- | -------- | ------ | ----------- | ---------- |
| H. Andexer    | 15            | 0             | 3             | 0             | 1                 | 0                 | 0                 | 0                 | 16       | 0      | 3           | 0          |
| K. Baumanns   | 37            | 2             | 6             | 0             | 3                 | 0                 | 0                 | 0                 | 40       | 2      | 6           | 0          |
| L. Gans       | 10            | 0             | 1             | 0             | 1                 | 0                 | 0                 | 0                 | 11       | 0      | 1           | 0          |
| F. Genschick  | 35            | 7             | 1             | 0             | 2                 | 0                 | 0                 | 0                 | 37       | 7      | 1           | 0          |
| H. Greif      | 37            | 8             | 1             | 0             | 3                 | 0                 | 0                 | 0                 | 40       | 8      | 1           | 0          |
| D. Hegekötter | 37            | 1             | 1             | 0             | 2                 | 0                 | 0                 | 0                 | 39       | 1      | 1           | 0          |
| W. Kamper     | 29            | 0             | 0             | 0             | 3                 | 0                 | 0                 | 0                 | 32       | 0      | 0           | 0          |
| H. Kaumkötter | 1             | 0             | 0             | 0             | 0                 | 0                 | 0                 | 0                 | 1        | 0      | 0           | 0          |
| H. Koch       | 36            | 4             | 2             | 0             | 3                 | 1                 | 0                 | 0                 | 39       | 5      | 2           | 0          |
| L. Lazar      | 7             | 0             | 1             | 0             | 0                 | 0                 | 0                 | 0                 | 7        | 0      | 1           | 0          |
| P. Lünsdorf   | 27            | 2             | 2             | 0             | 2                 | 0                 | 0                 | 0                 | 29       | 2      | 2           | 0          |
| H. Mühlenberg | 38            | 18            | 2             | 0             | 3                 | 0                 | 0                 | 0                 | 41       | 18     | 2           | 0          |
| R. Nordmann   | 37            | 5             | 5             | 0             | 3                 | 2                 | 0                 | 0                 | 40       | 7      | 5           | 0          |
| G. Schock     | 34            | 6             | 5             | 0             | 3                 | 2                 | 0                 | 0                 | 37       | 8      | 5           | 0          |
| U. Seiler     | 10            | 0             | 0             | 0             | 0                 | 0                 | 0                 | 0                 | 10       | 0      | 0           | 0          |
| H. Wittfoht   | 38            | 5             | 4             | 0             | 3                 | 0                 | 0                 | 0                 | 41       | 5      | 4           | 0          |
| J. Wohlgemuth | 36            | 2             | 0             | 0             | 3                 | 1                 | 0                 | 0                 | 39       | 3      | 0           | 0          |